# Christopher Mordetzky
Christopher Robillard Mordetzky (8 de enero de 1983), más conocido Chris Masters, es un luchador profesional estadounidense, actualmente trabaja para la National Wrestling Alliance. conocido por su paso por la WWE, También es conocido por su trabajo en Impact Wrestling bajo el nombre de Chris Adonis. Actualmente es Campeón Universal Peso Pesado de la WWC en su primer reinado.
Mordetzky es una vez campeón mundial al haber logrado ser una vez Campeón Universal Peso Pesado de la WWC. Además tiene dos reindos como Campeón Nacional Peso Pesado de la NWA y nueve reinados como Campeón en Parejas Sureño de OVW.

## Vida personal
Mordetzky ha declarado que Ultimate Warrior y Shawn Michaels fueron dos de sus luchadores favoritos. Cuando se le preguntó cómo fue tener que luchar contra Michaels, Mordetzky replicó "Fue un sueño hecho realidad. Es algo que me llevaré a la tumba. Él era mi ídolo durante mi infancia, le idolatraba, y además aún me queda luchar con él en un PPV. ¿Cuánta gente hace eso? ¿Cuánta gente ha conseguido luchar con su ídolo?"
Tras sufrir una lesión, se tomó un tiempo libre para lograr el tipo de constitución que la WWE estaba buscando.
Mordetzky clama que el mayor error que tiene la gente sobre él es que sólo es un culturista. Poniendo al antiguo luchador de la WWE Muhammad Hassan como ejemplo, puso demanifiesto que en la lucha libre hay que tener una pasión y un amor por lo que estás haciendo.
Mordetzky es gran amigo de Randy Orton, Carlito y Rob Van Dam. Mordetzky ha aparecido en el programa de radio de Van Dam RVD-Radio y el reality show RVD-TV.

## Carrera
Mordetzky compitió como culturista en California antes de comenzar su carrera en la lucha libre profesional. Luchó en la Ultimate Pro Wrestling, hasta que fue contratado por la Ohio Valley Wrestling.

### Ultimate Pro Wrestling (2002–2003)
Mordetzky comenzó a entrenar para una carrera de lucha a la edad de 16 años en Ultimate Pro Wrestling. Allí entrenó durante un año y sufrió una lesión, dejándolo fuera de acción durante tres meses. Durante este tiempo, Mordetzky se enteró de que la WWE estaba reclutando talento de UPW, y se tomó un descanso de la lucha libre durante casi tres años para perseguir un físico poderoso que interesara a World Wrestling Entertainment.

### World Wrestling Entertainment (2004-2007)

#### Ohio Valley Wrestling (2004)
En OVW, Mordetzky desarrolló sus habilidades de lucha y refinó su personaje, logrando numerosas victorias tanto en combates individuales como en equipos. Allí adoptó el gimmick de The Masterpiece, caracterizado por su marcada constitución física, que le hacía parecer esculpido en piedra.

#### 2004-2005

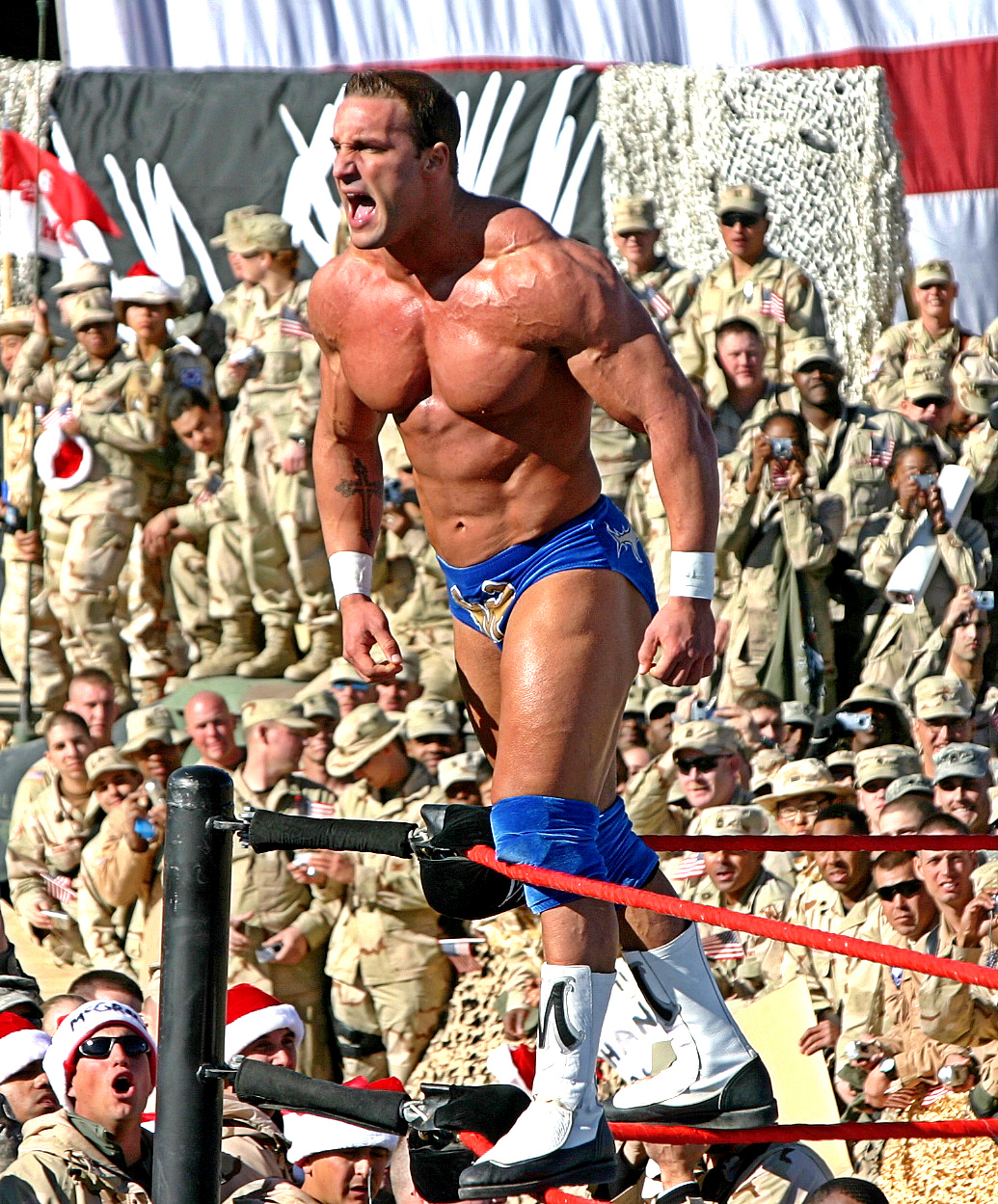
Masters haciendo su entrada.

"The Masterpiece" Chris Masters debutó en RAW como heel, llamando la atención su físico y sus poses de culturismo al entrar al ring. En la edición del 21 de febrero derrotó a Stevie Richards; durante el combate, Masters ejecutó su "Polish Hammer" accidentalmente sobre la nariz de Richards, fracturándosela. La técnica siguió siendo su movimiento de firma durante meses más tarde, pero con la preacución de apuntar al estómago del oponente.
Masters desarrolló una variación de la full Nelson llamada Master Lock, presentándola como irrompible, y comenzó a luchar en un tipo de combate llamado "Master Lock Challenge". Además añadió un premio de 1000 dólares que entregaría al que pudiese salir de su sumisión. En Backlash derrotó a Melissa Coates en uno de sus afamados Master Lock Challenge.
Entró en feudos con luchadores como Val Venis y Sgt. Slaughter, que fallaron en romper la Master Lock. Usaba tácticas como atacar a los luchadores antes del combate y técnicas como low blows. Masters incrementó a 20000 dólares el premio cada semana, y después de derrotar al superpesado Rosey el 18 de julio, proclamó "¡No importa lo grandes que sean!", provocando a Big Show a un Master Lock Challenge. Sin embargo, Masters rechazó el combate. Masters compitió en un dark match de Wrestlemania 21, una Interpromotional Battle Royal que fue ganada por Booker T. Luego, en SummerSlam, Masters derrotó a The Hurricane.
En agosto, Masters entró en un feudo con Shawn Michaels, luchando junto a Carlito contra Michaels y Ric Flair. Durante el combate, Masters derrotó a Flair por sumisión. Chris siguió haciendo equipo con Carlito, en una tensa relación de negocios. El 5 de septiembre luchó en un Master Lock Challenge contra Michaels; ante la resistencia de este, le golpeó con una silla antes de reanudar la llave. Como el combate no dejaba clara la victoria, se programó un combate en Unforgiven en el que Michaels ganó.
Masters, junto a Edge, fue uno de los luchadores que invadieron SmackDown! en preparación para el combate entre las marcas que habría en Survivor Series. Los dos emboscaron a Rey Mysterio, llevando a un combate por equipos en Taboo Tuesday contra Mysterio y Matt Hardy. Edge no pudo participar, de modo que Masters tuvo que hacer equipo con Gene Snitsky. Masters & Snitsky perdieron cuando Mysterio cubrió a Chris. Finalmente, en Survivor Series, Masters compitió en el combate entre SmackDown! y RAW. Durante el combate, Bobby Lashley logró forzar la Masterlock; sin embargo, al no estar desplegada del todo la llave, no fue oficialmente rota.
El 12 de Diciembre se clasificó a la cámara de la eliminación donde se disputaría el WWE Championship en el PPV New Year's Revolution 2006 luego de haber vencido a Viscera , lucha en la que demostró que la MasterLock podía con cualquiera.

#### 2006-2007
Participó de la Elimination Chamber de New Year's Revolution, donde estaba en juego el WWE Championship de John Cena, siendo eliminado por Carlito, con quien había hecho antes un acuerdo de ayudarse mutuamente. También ingresó al Royal Rumble 2006, donde perdió. Más tarde, en WrestleMania 22, junto a Carlito, se enfrentó a la pareja de Big Show y Kane por el World Tag Team Championship, siendo derrotados ambos. Tras ese día Masters fue a por Carlito, perdiendo contra él en Backlash 2006. Posteriormente Masters trató de conseguir el Campeonato Intercontinental sin lograr ganarlo.
En New Year's Revolution Masters derrotó a Carlito. Participó en el Royal Rumble 2007 entrando el 24, siendo eliminado rápidamente por Rob Van Dam. Fue uno de los lumberjacks en el Dark Match de Wrestlemania 23 y volvió a serlo en One Night Stand en el combate Interpromocional.
Debido al Draft 2007, fue enviado a SmackDown. En noviembre de ese año fue expulsado de la WWE por consumo de estupefacientes prohibidos, (por segunda vez).

### Circuito independiente (2007-2009)
El 4 de enero se anunció por una página web que había sido contratado por la NWE para sus eventos en Madrid y Bilbao en abril.
Estuvo junto con Rob Van Dam en los show de Tenerife y Gran Canaria.

### World Wrestling Entertainment / WWE (2009-2011)

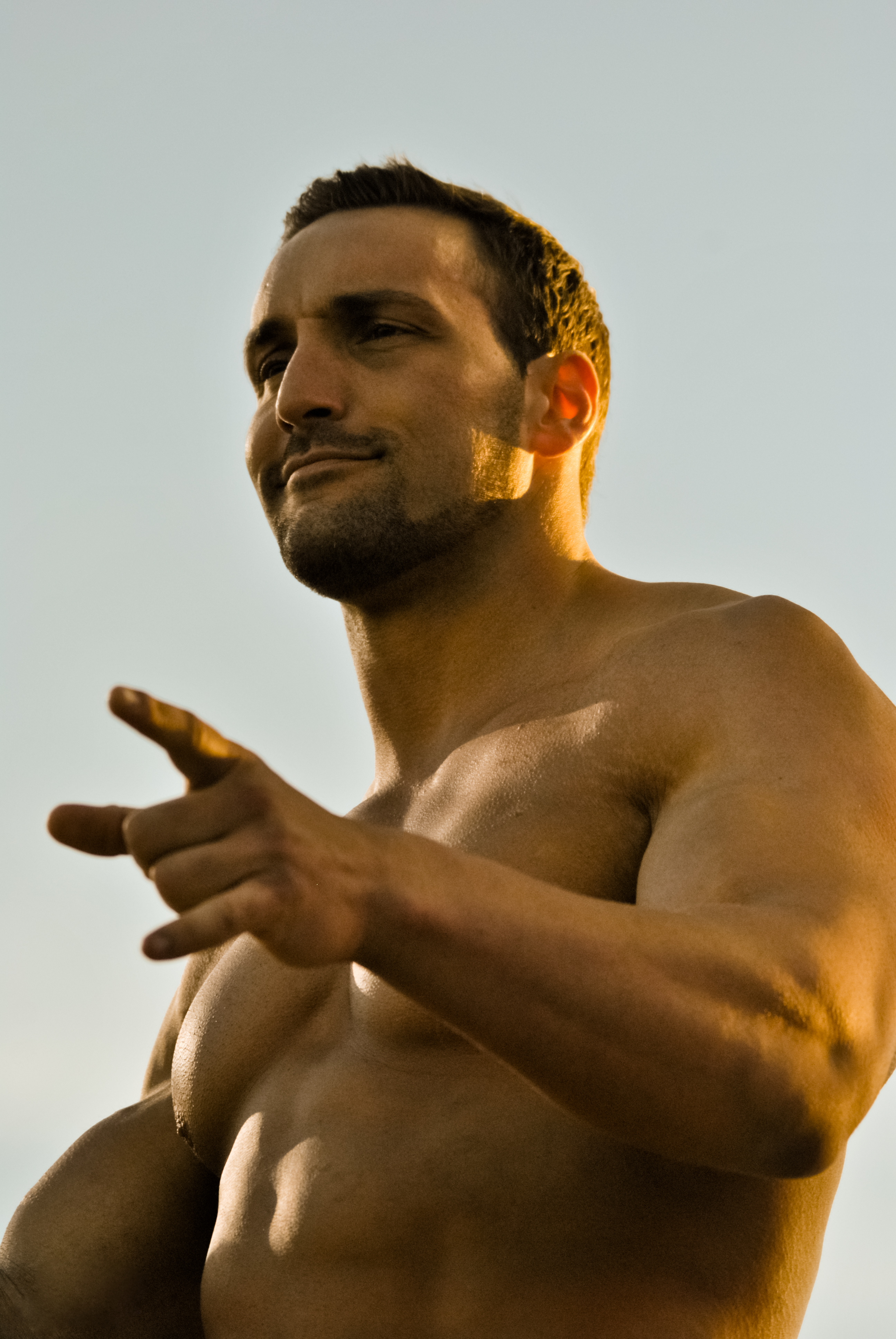
Masters en la WWE.

Mordetsky fue nuevamente contratado por la WWE en junio, yendo al plantel principal directamente; debutando el 27 de julio en RAW enfrentándose a MVP, perdiendo ambos por cuenta de fuera. Además participó en la lumberjack match entre The Miz y John Cena.
En WWE Superstars tuvo una lucha contra Santino Marella llevándose la victoria. Nuevamente tuvo una lucha en WWE Superstars, pero fue derrotado por Mark Henry. El 7 de septiembre en Raw, hizo equipo con Randy Orton en contra de D-Generation X (Triple H & Shawn Michaels), lucha que no logró ganar. En la edición de Raw del 7 de diciembre, Chris Masters se convirtió en face tras salvar a Eve Torres y a Hornswoggle de Chavo Guerrero. El 21 de diciembre empezó un feudo con Carlito alrededor de la novia de Masters, Eve. 
Participó en la Royal Rumble, pero fue eliminado por The Big Show. Luego estuvo presente en una Battle Royal de 26 hombres en Wrestlemania XXVI, pero no logró ganar siendo Yoshi Tatsu el ganador del combate. Debido al Supplemental Draft, fue traspasado de RAW a SmackDown! terminando su relación con Eve Torres. Luego de algún tiempo de no aparecer en TV, regresó en Superstars reviviendo su "Master Lock Challenge". En Survivor Series, el Team Mysterio (Rey Mysterio, Kofi Kingston, Montel Vontavious Porter, Chris Masters & Big Show) derrotó al Team Del Rio (Alberto Del Rio, Jack Swagger, Tyler Reks, Cody Rhodes & Drew McIntyre). Fue elegido para ser pro de Byron Saxton en NXT, pero le fue cambiado por Jacob Novak después de que Dolph Ziggler ganara una Battle Royal. Participó en el Royal Rumble, pero no logró ganar. Tras esto fue relegado a Superstars, donde ganó varios encuentros ante Tyler Reks y Curt Hawkins. El 26 de abril debido al Draft Suplementario fue traspasado a RAW, pero fue despedido el 5 de agosto de 2011.

### Circuito independiente (2011-presente)
En diciembre de 2011, Mordetzky anunció que participaría en el Ring Ka King, un proyecto de la Total Nonstop Action Wrestling en India, bajo el nombre de American Adonis. También anunció que aparecería en el Wrestling Revolution Project bajo el nombre de Concrete. Actualmente es el campeón pesado de PCW.
En abril de 2018 debutó en GWE de Panamá, donde tuvo dos combates derrotando a King SheMC en GWE Live y perdiendo contra Crush en Golpe de Estado

### Total Nonstop Action Wrestling (2015)
En el año de 2015, Mordetzky inicialmente hizo su debut  Total Nonstop Action Wrestling (TNA) en el episodio del 27 de julio de 2015 de  Impact Wrestling  , donde compitió en un King of the Mountain match para el vacante TNA King of the Mountain Championship. Robbie E, Eric Young,  Lashley y el ganador del partido,  PJ Black fueron los otros participantes.  En la siguiente  Impact Wrestling , Global Force estable cortó una promoción en el ring desafiando a TNA. Mordetzky tomó el micrófono y exigió un oponente de TNA, que se reveló ser Bobby Lashley. El partido terminó en un no contest después de que el establo de la Fuerza Global interrumpió el partido. En el episodio del 9 de septiembre de  Impact Wrestling , Mordetzky derrotó a Drew Galloway en un Lumberjack match. En la edición del 16 de septiembre de  Impact Wrestling , equipo GFW (Mordetzky,  Brian Myers, Jeff Jarrett, Eric Young y  Sonjay Dutt) perdió ante el Equipo TNA (Drew Galloway,  Lashley, Eddie Edwards, Bram y Davey Richards) en un Match Lockdown letal.

### Regreso a Impact Wrestling (2017-2018)

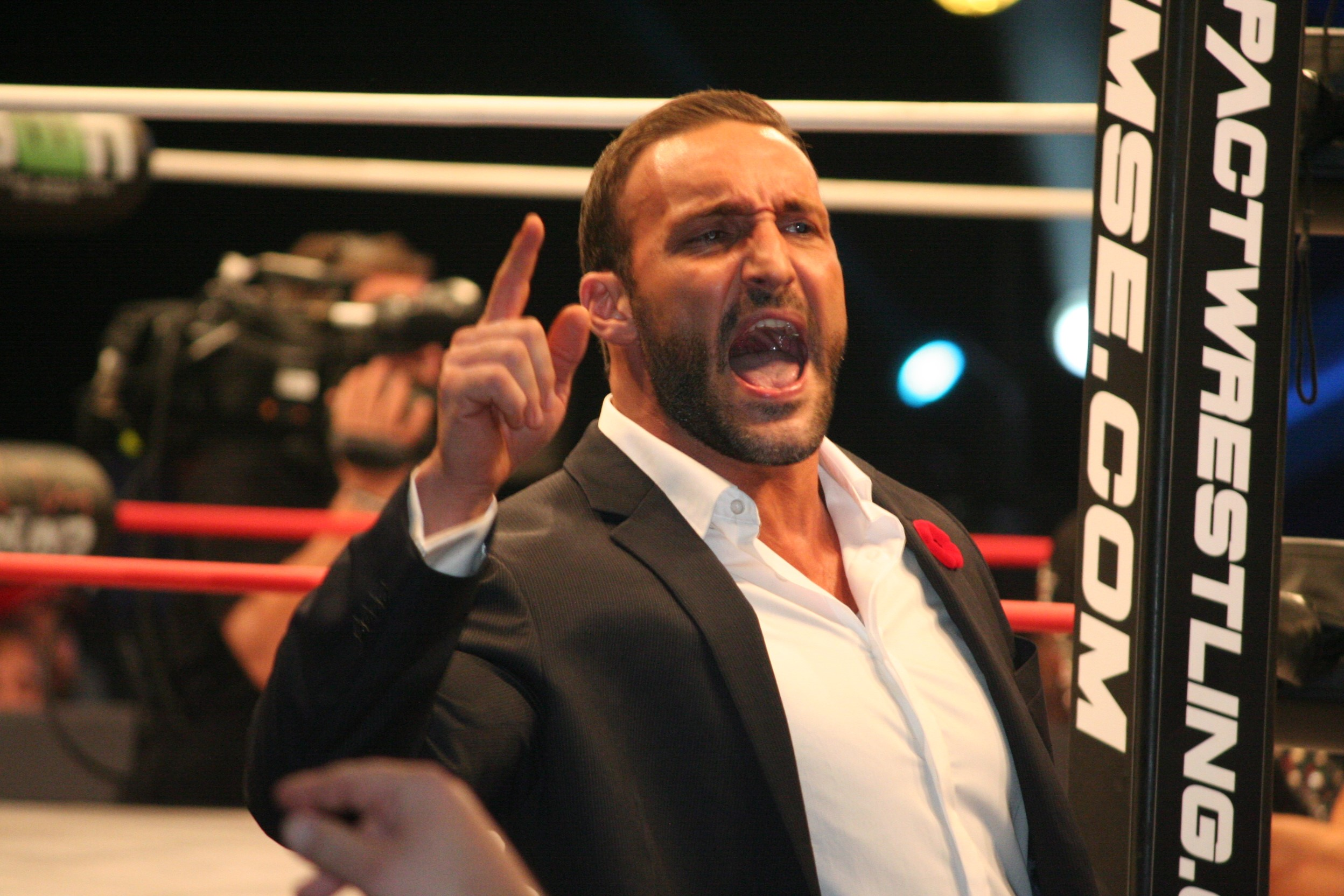
Chris Adonis en noviembre de 2017

En el episodio del 6 de abril de  Impact Wrestling , Mordetzky regresó a Impact Wrestling bajo el nombre de Chris Adonis, compitiendo en un equipo de ocho personas por equipo con Matt Morgan, Magnus y  Alberto El Patrón contra Lashley, Bram, Eli Drake y Tyrus en un esfuerzo ganador. En el episodio del 20 de abril de  Impact , Adonis atacó a Moose por detrás, estableciéndose como un tacón en el proceso. Durante las semanas siguientes, Adonis formó una alianza con Eli Drake contra Moose. En el episodio del 8 de junio de  Impact , Adonis perdió un GFW Global Title Match ante Alberto El Patrón. En Slammiversary XV, Adonis y Drake fueron derrotados por Moose y DeAngelo Williams. Después, con frecuencia ayudó a Drake a retener su Impact Global Championship. En el episodio del 27 de julio de  Impact , Adonis, Eli Drake y Ethan Carter III derrotaron a Eddie Edwards, Naomichi Marufuji y Moose en un combate por equipos de seis hombres. El 24 de agosto, en  Impact , Adonis compitió en el Guantelete por el partido de Oro para el Campeonato Mundial GFW, que Drake ganó. Adonis y Drake luego pasaron a una historia con Johnny Impact, frente a él en el equipo de etiqueta y partidos individuales. El 13 de enero de 2018, Mordetzky confirmó oficialmente en su cuenta de Twitter que se había separado oficialmente de Impact Wrestling.

### National Wrestling Alliance (2020-presente)
En NWA: Back For The Attack, se enfrentó a Trevor Murdoch por el Campeonato Nacional de la NWA, sin embargo perdió por rendición.

## En lucha
- Movimientos finales

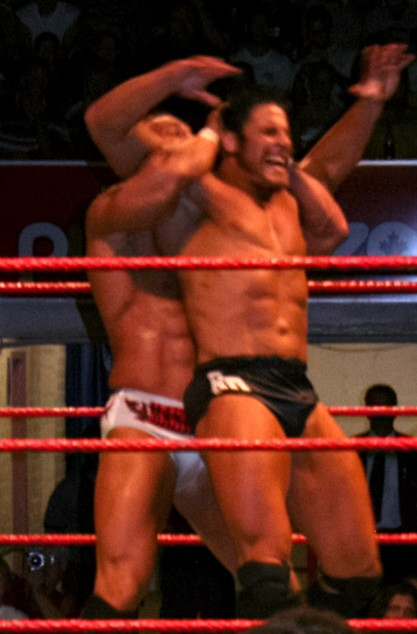
Masters aplicando un Master Lock a René Duprée.

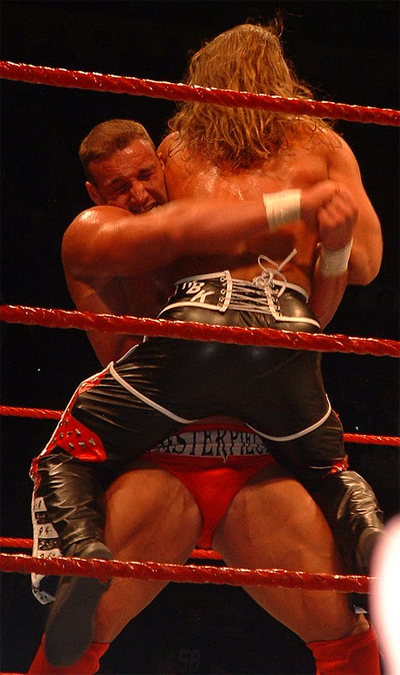
Masters aplicando un Bearhug

  - Adonis Lock (Ring Ka King) / Master Lock[4] (WWE) / Iron Cross[4] (OVW) (Swinging full Nelson)[4] 2002-presente

- Movimientos de firma
  - Polish Hammer[4] (Double axe handle blow al pecho del oponente)[30] - 2005, aún usado esporádicamente
  - Argentine neckbreaker
  - Varios tipos de suplex:
    - Delayed vertical
    - Wheelbarrow
    - Belly to back

  - Electric chair drop
  - Inverted DDT
  - Snake eyes[31]
  - Gorilla press drop, a veces derivado en slam
  - Dos kneeling backbreakers seguidos de fallaway slam[30][31] - 2005
  - Varios tipos de powerslam:
    - Running
    - Scoop falling
    - Full Nelson

  - Standing powerbomb, a veces contra el turnbuckle
  - High-impact clothesline
  - Spinebuster
  - Bearhug
  - Samoan drop
  - Running shoulder block[30]
  - Reverse chinlock
  - Sitout facebuster
  - Big boot[30][31]

- Managers
  - Sherri Martel
  - Beth Phoenix
  - Eve Torres

- Apodos
  - "The Masterpiece"
  - "The Living, Breathing Statue"
  - "The Roman General"

## Campeonatos y logros
- National Wrestling Alliance

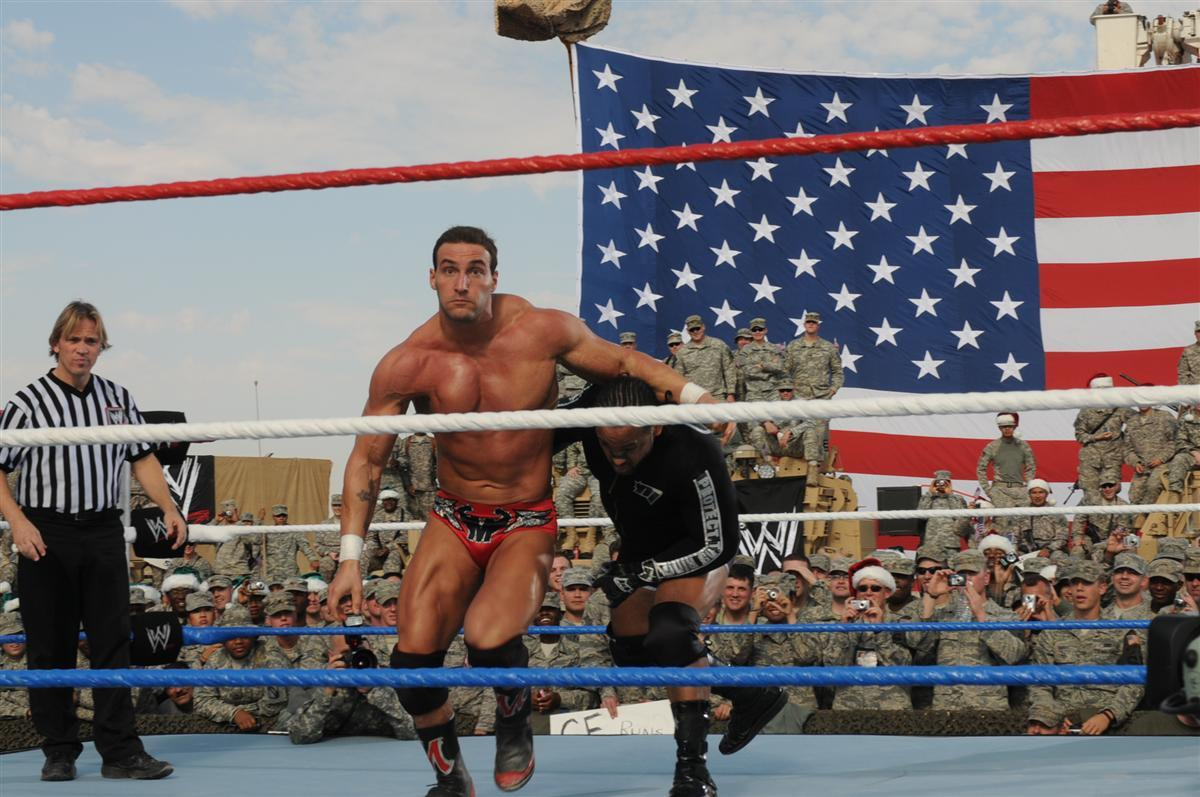
Masters luchando contra Montel Vontavious Porter en el Tribute to the Troops 2009.

  - NWA National Heavyweight Championship (2 veces)

- Ohio Valley Wrestling
  - OVW Southern Tag Team Championship (9 vez)[32] - con Brent Albright

- Qatar Pro Wrestling
  - QPW Tag Team Champion (1 vez, actual) - con Carlito[33]

- Vendetta Pro Wrestling
  - VPW Heavyweight Championship (1 vez, actual)

- World Wrestling Council
  - WWC Universal Heavyweight Championship (1 vez, actual)

- Pro Wrestling Illustrated
  - Situado en el N°185 en los PWI 500 del 2004[34]
  - Situado en el N°116 en los PWI 500 del 2005[35]
  - Situado en el N°219 en los PWI 500 del 2006[36]
  - Situado en el N°89 en los PWI 500 del 2007[37]
  - Situado en el N°223 en los PWI 500 del 2008[38]
  - Situado en el Nº393 en los PWI 500 de 2009.
  - Situado en el Nº172 en los PWI 500 de 2010[39]
  - Situado en el Nº165 en los PWI 500 de 2011[40]
  - Situado en el Nº206 en los PWI 500 de 2012[41]
  - Situado en el Nº280 en los PWI 500 de 2013[42]